# Liv Strömquist
Liv Strömquist (uttal (fil)), född 3 februari 1978 i Lund, är en svensk serieskapare, konstnär, dramatiker och poddare.
Hon har bland annat kommit ut med seriealbumen Kunskapens frukt och Prins Charles känsla, som blivit översatta till flera språk och dramatiserats flera gånger. Tillsammans med Caroline Ringskog Ferrada-Noli driver hon podcasten En varg söker sin pod, och hon medverkar även regelbundet i Stormens utveckling.
2016 utnämndes hon till hedersdoktor vid Malmö universitet (dåvarande Malmö högskola). 2019 fick hon motta Konstnärsnämndens Stora stipendium på 300 000 kronor.

## Biografi
Liv Strömquist är uppvuxen i Ravlunda. Hon började teckna serier i sju-åttaårsåldern. Strömquist har studerat sociologi vid Lunds universitet och tagit en examen i statsvetenskap vid Malmö universitet.[när?] Hon har ägnat sig åt politisk aktivism, främst i feministiska frågor, men även i frågor om tredje världen och asylpolitik. Strömquist började ge ut seriefanzinet Rikedomen med egna serier[när?] Hon blev senare publicerad i bland annat Galago, Dagens Nyheter, Bang och Ordfront Magasin. Enligt Liv Strömquist handlar hennes serier ofta om att ifrågasätta olika typer av makt.

## Serieskapande

### Seriealbum utgivna påGalagoochKolik förlag

#### Hundra procent fett
Debutalbumet Hundra procent fett är en seriesamling av Liv Strömquist som gavs ut av Galago i januari 2006. Innehållet varierade mellan skämtteckningar, korta seriestrippar och serieberättelser på några sidor. Serierna beskrivs av bokförlaget som ”feministiska, klassmedvetna och faktaspäckade.” De har ibland ett undervisande och mästrande drag, vilket också avses ge en komisk effekt. Några serier är delvis självbiografiska, exempelvis ”Tredje riket på Österlen” som behandlar Strömquists högstadietid i början av 1990-talet, då nynazismen fick ett uppsving bland ungdomar, och serier grundade på hennes upplevelser av politisk aktivism i Latinamerika.

#### Drift
I maj 2007 utkom seriealbumet Drift, med manus av Liv Strömquist, som första del i Kolik förlags bokserie ”Femisex”, serieböcker med feministisk sexunderhållning. Strömquist beskriver boken som ”en skönlitterär underhållningsberättelse med mycket sexskildringar”. Hennes idé var att göra en feministisk serie tecknad i 1950-talsstil, med inspiration från Starlet-serier, men med kvinnor som agerar efter egna begär och med manskroppen som sexuellt objekt. Eftersom Strömquist inte själv ansåg sig kunna teckna i den stil hon tänkte sig gjordes serien i samarbete med serietecknaren Jan Bielecki. Berättelsen handlar om två ungdomar på en nattbuss som berättar för varandra om sina kärleksupplevelser.

#### Einsteins fru
Einsteins fru, utkom i januari 2008 och fortsätter i den samhällskritiska och humoristiska stilen från det första albumet. Liv Strömquist angriper framför allt idén om den romantiska kärleken och kärnfamiljen som ”det enda som kan rädda oss” och beskriver hur destruktiva dessa kan vara. Många av serierna är faktabaserade och handlar om historiska personer som levt i förhållanden med berömda män, som Albert Einsteins fru Mileva Marić och Elvis Presleys fru Priscilla Presley, och hur begränsade deras liv blivit av detta. Jämfört med den medvetet slarviga teckningsstilen i Hundra procent fett är bilderna i Einsteins fru mer noggrant genomarbetade. Boken gavs ut på nytt tio år senare i en omarbetad utgåva med en ny titel, Einsteins nya fru.

#### Prins Charles känsla
Prins Charles känsla som gavs ut i augusti 2010 är en sociologisk och historisk studie över det heterosexuella parförhållandets känsloekonomi i serieform. Bokens titel är inspirerad av prins Charles förlovning med prinsessan Diana. När prins Charles förlovade sig med Diana fick han frågan om han var förälskad. Han svarade ”Ja, vad som nu menas med kärlek”.  Boken är en odyssé kantad av folkliga sexköpare, sociologisk teori, crackpundare, asagudinnor, antiromantik, hjärtesorg, psykoanalys och personangrepp. Hon hinner också ställa en del andra frågor, till exempel: Varför städade Renata Chlumska på Mount Everest? Varför behöver Tom Cruise jordens undergång? Hur kan evolutionen förklara Killinggängets uppkomst? Och vilka är våra allra mest älskade torskar? Seriealbumet har varit underlag till flera teaterpjäser.

#### Ja till Liv
Ja till Liv gavs ut i september 2011 och innehåller blandade serier i färg, bland annat Kulturtanter, Tolv tröttsamma typer, Månadens manshora och Tjejkväll i tredje riket. Den är utformad som en ABC-bok där serierna har teman som börjar på alla alfabetets bokstäver.

#### Kunskapens frukt, ”Blood Mountain” och menskonst
I september 2014 kom seriealbumet Kunskapens frukt som innehåller serier om det kvinnliga könsorganet. Det har sedan dess översatts till 16 olika språk. Albumet innehåller en 40 sidor lång serie om mens kallad ”Blood Mountain” som låg till grund för Strömquists sommarprat 2013. Förstorade bilder ur kapitlet ”Blood Mountain” visades på Landskrona museum 2014. Menskonst och mensaktivism har funnits sedan åtminstone 1970-talet, men Strömquists medverkan i Sommar i P1 gjorde att ämnet fick ökad uppmärksamhet 2014 och det talades då om en mensrevolution som uttrycktes inom flera olika kulturformer. Strömquist har kommenterat att det tabu som finns kring mens har en stark psykologisk påverkan och att det är viktigt att bryta detta. Samtidigt väckte den typen av konst starka känslor hos en del betraktare.
År 2018 gjorde Liv Strömquist en utställning i Slussens tunnelbana i Stockholm, kallad ”The Night Garden”, som blev föremål för såväl inhemsk politisk debatt som internationell uppmärksamhet, då några av bilderna föreställde menstruerande kvinnor.

#### Uppgång och fall
Albumet Uppgång och fall som gavs ut i september 2016 handlar om globala problem som extrem rikedom för med sig och om vänstermoral kontra politik. Det handlar även om kapitalism, klass och pengar. I seriealbumet undersöker hon ämnen som Varför tar ingen tag i det globala problemet med extrem rikedom? Varför influeras andliga sökare av österländska läror? Varför kände Chris O Neill omedelbart något alldeles särskilt för prinsessan Madeleine?

#### Den rödaste rosen slår ut
Albumet Den rödaste rosen slår ut gavs ut i augusti 2019. I det undersöker Liv Strömquist hur det går för kärleken i ”senkapitalismens tid”. Den rödaste rosen slår ut har lånat sin titel från en dikt av poeten Hilda Doolittle vars liv präglades av hennes stora fallenhet för förälskelse.

### Seriealbum utgivna påNorstedts

#### Inne i spegelsalen
Seriealbumet Inne i spegelsalen gavs ut i september 2021 på Norstedts och markerade första gången som författaren bytte förlag från Galago. Med hjälp av filosofiska och sociologiska teorier speglar boken vår tids upptagenhet av att vara snygg, och berättar om några kvinnor genom historien vars liv styrts av deras yttre. Gamla Testamentets Rakel, som Jakob gifte sig med eftersom hon var vackrare än sin syster. Kejsarinnorna Sisi och Eugénie som tävlade i vem som hade den smalaste midjan och fick hela Europas adelsdamer att följa efter. Snövits styvmor som försöker hitta ett sätt att förhålla sig till den fysiska skönhetens förgänglighet. Marilyn Monroe som blev fotograferad naken sex veckor innan sin död, Kim Kardashian som fotograferar sig själv och bysten av drottning Nefertiti.

#### Liv Strömquists astrologi
Liv Strömquists astrologi är ett satiriskt seriealbum som ges ut hösten 2022. Albumet handlar om en rad personer, vars handlingar och livsöden förklaras utifrån deras stjärntecken. Bland annat läkemedelstillverkaren Arthur Sackler, den psykoanalytiska pionjären Sabina Spielrein, rapparen Flavor Flav och drottning Kristina.

### Övrigt serieskapande
Liv Strömquist illustrerade inlagan till gruppen The Knifes album Shaking the Habitual 2013 med en satirisk serie med budskapet att jordens resurser måste fördelas mer rättvist.

## Radio och podd
Liv Strömquist ingick tidigare i redaktionen för radioprogrammet Tankesmedjan i P3 och har medverkat i programmen Pang Prego och Hej domstol! i samma kanal. År 2013 medverkade hon i programmet Sommar i P1. Senare har hon och Bengt Ohlsson alternerat som programledare för det filosofiska krönikeprogrammet Allvarligt talat.
Sedan november 2012 ger Strömquist och Caroline Ringskog Ferrada-Noli ut poddsändningen En varg söker sin pod i samarbete med Expressen. 2020 blev podden en del av Aftonbladet kultur.
Strömquist medverkade också i podden Lilla drevet, tillsammans med Nanna Johansson, Jonatan Unge, Moa Lundqvist och Ola Söderholm, som gavs ut av Aftonbladet Kultur men som officiellt lades ned 2019. Därefter har hon hörts i uppföljaren Stormens utveckling.

## Teater, film och tv
Hösten 2011 inledde Intiman sin höstsäsong med en urpremiär av föreställningen Prins Charles känsla baserad på Strömquists seriealbum med samma namn. Regissören Sara Giese stod även för manus. Föreställningen kallade hon för en ”nyrevy” och valde att fylla pjäsen med sketcher, sånger och en typ av föreläsande.
31 januari 2014 hade Liv Strömquist tänker på dig! i regi av Ada Berger premiär på Unga Dramaten/Elverket i Stockholm. Pjäsen är baserad på Strömquists seriealbum Prins Charles känsla, Einsteins fru och Ja, till Liv!. 17 januari 2015 visades en filmatiserad version som Veckans föreställning i SVT. År 2020 följdes pjäsen upp med Liv Strömquist tänker på sig själv på Unga Dramaten. Pjäsen bygger på Strömquists seriealbum Den rödaste rosen slår ut. År 2024 avslutades den löst hållna trilogin med Liv och död Strömquist på Dramaten. Ada Berger har regisserat samtliga pjäser som har gemensamt att de speglar en bisarr samtid. De två första pjäserna baserades på utgivna seriealbum medan Liv och död Strömquist kom till samtidigt som seriealbumet. Grundensemblen som medverkat i samtliga tre pjäser är David Book, Ana Gil de Melo Nascimento, Sanna Sundqvist och Eric Stern.
Under våren 2016 var Strömquist en av de två huvudpersonerna i SVT-serien Liv och Horace i Europa tillsammans med Horace Engdahl. Hösten 2017 fick den en uppföljare i Liv och Horace i Europa – den nya resan.
Vintern 2018 hade den animerade kortfilmen ”Fettknölen” premiär på Sundance Film Festival. Filmens manus och illustrationer är skapade av Strömquist.

## Andra uppdrag och engagemang
Strömquist arbetade i mitten av 2010-talet för Kulturrådet, som medlem av litteraturstödsgruppen ”Arbetsgruppen för bildverk och serier”. Hon har även verkat som fredsobservatör under Zapatistupproret i Mexiko.

## Privatliv
Liv Strömquist bor i Malmö med maken Ola Söderholm, tillsammans med en gemensam son, samt hennes två barn från ett tidigare förhållande.

## Utmärkelser
- ABF:s litteratur- & konststipendium,  2011[58]
- Gustaf Fröding-stipendiet,  2011[59]
- Axel Liffner-stipendiet,  2011[60]
- Ankan,  2012[61]
- Adamsonstatyetten,  2012[62]
- EWK-priset,  2013[63]
- Region Skånes kulturpris,  2013[64]
- Sydsvenska Dagbladets kulturpris,  2014[65]
- Dagens Nyheters kulturpris,  2015[66]
- Karl Gerhard-stipendiet,  2016[67]
- Hedersdoktor vid Malmö universitet,  2016[68]
- Lena Nyman-priset,  2017[69]
- Sveriges Bildkonstnärsfonds Stora stipendium,  2019[70]
- Kolla!,  2020[71]
- Tage Danielsson-priset,  2020[72]
- Malmö stads kulturpris,  2024[73]

[Redigera Wikidata]